# Typ Mannheim

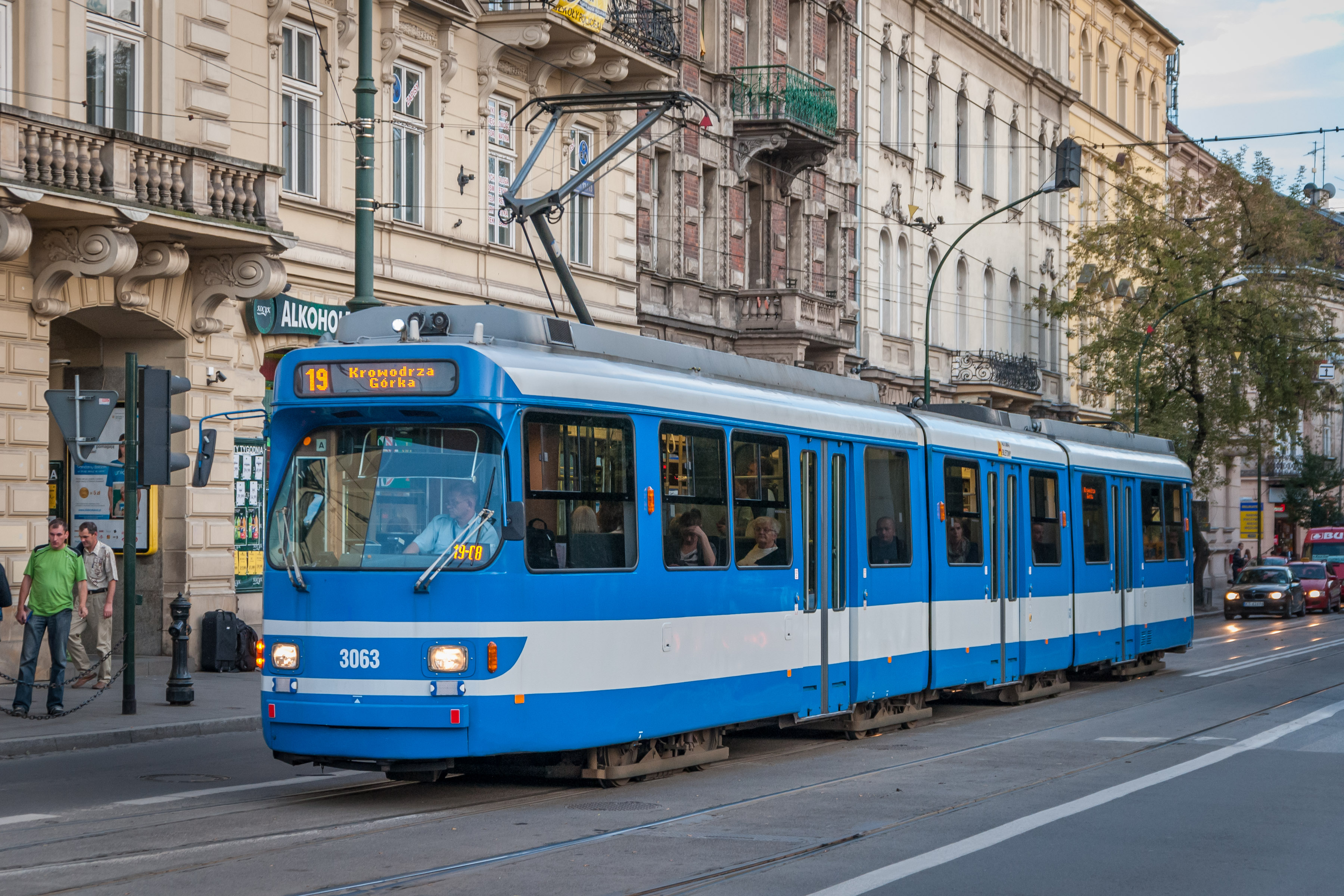
Düwag GT8S – przedstawiciel serii wagonów typu Mannheim

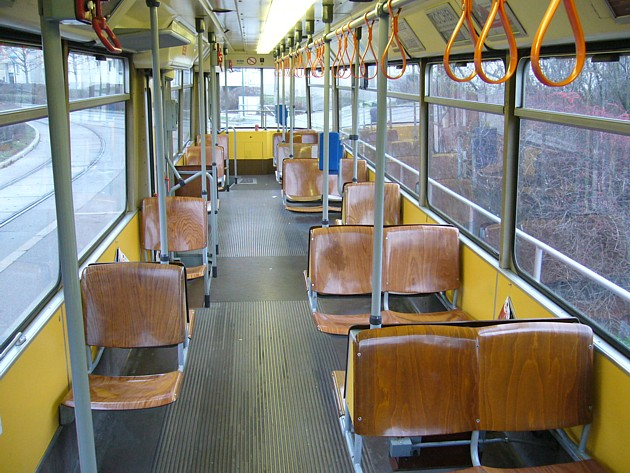
Wnętrze wiedeńskiego tramwaju typu c5

Typ Mannheim – niemiecko-austriacka seria przegubowych, wysokopodłogowych wagonów wytwarzanych w latach 1969–1993 dla systemów tramwajowych i kolei miejskiej. Wagony produkowano w zakładach Düwag w Düsseldorfie i kilku innych fabrykach na podstawie zakupionej licencji.

## Historia
Poczynając od prototypu zbudowanego w 1951 r., zakłady Düwag produkowały wagony tramwajowe dla sieci w Niemczech Zachodnich i innych częściach świata. Pod koniec lat 60. XX w., na wniosek miasta Mannheim, podjęto decyzję o opracowaniu koncepcji nowego typu tramwaju, który miał zastąpić kursujące po mieście przestarzałe wagony dwuosiowe. Nowy tramwaj nazwano typem Mannheim.

## Konstrukcja
Układ napędowy z silnikami elektrycznymi i wózki został przejęty od konwencjonalnych przegubowych wagonów Düwag. Wprowadzono zmiany w konstrukcji nadwozia w celu poprawy komfortu pasażerów i motorniczego. Powiększono boczne okna oraz okna na czołach tramwaju. Powiększono szyby w drzwiach tramwaju. Liczba reflektorów na czole różniła się w zależności od miasta, przy czym pierwsze wagony dla Mannheimu miały dwa reflektory, podczas gdy wagony dla Wiednia, Grazu i innych miast miały tylko jeden. Tramwaje dla Mannheimu były pierwszymi zachodnioniemieckimi tramwajami wyposażonymi w klimatyzację.

## Eksploatacja
Pierwsze tramwaje dostarczono do Mannheimu w 1969 roku i po udanych jazdach próbnych wprowadzono do eksploatacji 23 grudnia tego samego roku. Następnie powstały wagony dla Düsseldorfu (wersja niemiecka) i innych miast. Oprócz Düwagu tramwaje produkowano na licencji w Linke-Hoffmann i MAN. Ponadto austriackie firmy Simmering-Graz-Pauker (SGP) (wersja austriacka) i Lohner-Werke (wersja niemiecka) produkowały na licencji dla Wiednia i Grazu w Austrii dwu- i trój-członowe silnikowe wagony przegubowe oraz jednoczłonowe wagony doczepne.
Produkcja w Niemczech Zachodnich, w tym w Düwagu, zakończyła się w latach 70. XX wieku, kiedy rozpoczęto wytwarzanie nowocześniejszej serii tramwajów M/N, podczas gdy licencjonowana produkcja w Austrii trwała do 1993 r. Od tego czasu część tramwajów została zezłomowana w związku z zakupem taboru niskopodłogowego lub sprzedana za granicę. Niektóre tramwaje zmodernizowano poprzez wstawienie środkowego członu niskopodłogowego.

## Przegląd

### Wagony silnikowe
| Zdjęcie | Typ       | Miasto     | Lata produkcji | Liczba | Rozstaw wózków | Liczba osi | Szerokość | Numery taborowe                 | Producent    |             |
| ------- | --------- | ---------- | -------------- | ------ | -------------- | ---------- | --------- | ------------------------------- | ------------ | ----------- |
|         | GT8       | Mannheim   | 1969–1971      | 020    | 1000 mm        | 6          | 2200 mm   | 451–470                         | Duewag       | [ 4 ]       |
|         | GT8       | Duisburg   | 1971–1974      | 018    | 1435 mm        | 8          | 2250 mm   | 1077–1094                       | Duewag       | [ 5 ]       |
|         | GT8S      | Düsseldorf | 1973–1975      | 069    | 1435 mm        | 8          | 2400 mm   | 3001–3065, 3101–3104            | Duewag       |             |
|         | GT6       | Brunszwik  | 1973–1977      | 026    | 1100 mm        | 6          | 2200 mm   | 7351–7358, 7551–7556, 7751–7762 | Duewag / LHB | [ 6 ]       |
|         | GT8       | Augsburg   | 1976           | 012    | 1000 mm        | 8          | 2200 mm   | 801–812                         | MAN          | [ 7 ] [ 8 ] |
|         | E1        | Wiedeń     | 1977–1990      | 122    | 1435 mm        | 6          | 2265 mm   | 4001–4098, 4301–4324            | SGP / Lohner | [ 9 ]       |
|         | GT8       | Graz       | 1978           | 010    | 1435 mm        | 8          | 2260 mm   | 1–10                            | SGP          | [ 5 ]       |
|         | E6        | Wiedeń     | 1979–1990      | 048    | 1435 mm        | 6          | 2305 mm   | 4901–4948                       | Lohner       | [ 10 ]      |
|         | Seria 100 | Wiedeń     | 1979–1993      | 026    | 1435 mm        | 8          | 2400 mm   | 101–126                         | SGP          | [ 11 ]      |

### Wagony doczepne
| Zdjęcie | Typ | Miasto    | Lata produkcji | Liczba | Rozstaw wózków | Liczba osi | Szerokość | Numery taborowe      | Producent    |
| ------- | --- | --------- | -------------- | ------ | -------------- | ---------- | --------- | -------------------- | ------------ |
|         |     | Brunszwik | 1974–1977      | 012    | 1100 mm        | 4          | 2200 mm   | 7471–7476, 7771–7776 | Duewag / LHB |
|         | c5  | Wiedeń    | 1978–1990      | 117    | 1435 mm        | 4          | 2265 mm   | 1401–1517            | Lohner       |
|         | c6  | Wiedeń    | 1979–1990      | 046    | 1435 mm        | 6          | 2305 mm   | 1901–1946            | Lohner       |